# Flavita Banana
Flavia Álvarez-Pedrosa Pruvost (Oviedo, 20 de abril de 1987), más conocida por su nombre artístico Flavita Banana, es una ilustradora, viñetista y dibujante española.

## Biografía
Estudió Arte y Diseño y el Ciclo superior de Ilustración en la Escuela Massana.
Ha colaborado semanalmente con la revista SModa y mensualmente con: Orgullo y satisfacción, El Salto y Mongolia. En 2018 comenzó a colaborar con El País, La maleta de portbou y Jot Down.  
En el 2016 ilustró Curvy y en 2017 publicó Las cosas del querer, su primer libro como autora, al que le siguió en el mismo año, Archivos estelares. 
Sus referentes son Quino o Jean-Jacques Sempé, Serge Bloch, Chaval y Claire Bretécher.
Sus viñetas, con un dibujo de estilo propio, suelen hablar de amor, del querer y de las relaciones, aunque en sus últimas publicaciones, abarca otros temas sociales. Con un sabor ácido, cínico, un gran sentido del humor y una gran carga de sentimentalismo, Flavita expone situaciones controvertidas cotidianas.
El conjunto de sus viñetas y trabajos transmiten un mensaje feminista que trata de destruir estereotipos.

## Obra
- Curvy (Lumen, 2016).
- Las cosas del querer (Lumen, 2017).
- Archivos estelares (¡Caramba!, Astiberri Ediciones, 2017).
- Archivos cósmicos (¡Caramba!, Astiberri Ediciones, 2019).
- Las cosas del querer unos años después (Lumen, 2021).[6]

## Premios
- 2017, Premio Humor gráfico del Splash Sagunt. Festival del Còmic de la C.V.[7]
- 2018, Premio Gato Perich.[8]
- 2023, Premio Mingote.[9]